# Кимура, Исао
Исао Кимура (яп. 木村 功 Кимура Исао, 22 июня 1923, Хиросима — 04 июля 1981, Токио) — японский актёр, снявшийся в нескольких фильмах режиссёра Акиры Куросавы. Является одним из выдающихся актёров в истории японского кино после Второй мировой войны.

## Биография
Исао Кимура родился 22 июня 1923 года в пригороде Хиросимы под названием Сэнда (ныне входит в состав города в районе Нака). Получив образование в средней школе, в 1941 году переехал в Токио, где поступил в Академию культуры на факультет искусств. Во время обучения играл в студенческом театре и снялся в нескольких фильмах.
В 1944 году был призван на службу в военно-морской флот. Спустя год был демобилизован и вернулся в Хиросиму. Во время взрыва атомной бомбы над Хиросимой 6 августа 1945 года погибла вся его семья. В 1946 году снова переехал в Токио. 1 апреля 1948 года женился на Кодзуэ, дочери японского писателя Кандзи Куниэды.
В 1949 году снялся в фильме «Бездомный пёс» режиссёра Акиры Куросавы в роли преступника Юсы. Впоследствии снялся в ещё нескольких фильмах этого режиссёра: «Жить», «Семь самураев», «Рай и ад». Его самой известной ролью в кино стала роль молодого самурая Кацусиро («Семь самураев», 1954).
Играл в театре. С 1950 по 1968 год был ведущим актёром театра Гэкидан Сэйхай. С 1970 года работал также на телевидении. После долгой актёрской карьеры, Исао Кимура основал и возглавил театральную компанию, которая в конечном итоге обанкротилась. Выплату долга в 70 миллионов иен актёр взял на себя, и успел погасить его до своей смерти.
Исао Кимура умер от рака пищевода 4 июля 1981 года в Токио.

## Частичная фильмография
- Бездомный пёс (1949);
- Город гнева (1950);
- Танцовщица (1951);
- И всё-таки мы живём! (1951);
- Школа эхо (1952);
- Жить (1952);
- Зона пустоты (1952);
- Женщина идёт одна по земле (1953);
- Вслед за плывущими облаками (1953);
- На исходе дня (1954);
- Семь самураев (1954);
- Двойное самоубийство (1954);
- Миллиардер (1954);
- Юкико (1955);
- Трон в крови (1957);
- Повесть о чистой любви (1957);
- Белые скалы (1960);
- Миямото Мусаси (1961);
- Храм Диких Гусей (1962);
- Думающие листья (1962);
- Повесть о жестокости бусидо (1963);
- Рай и ад (1963);
- Крупица ночи (1964);
- Убийство (1964);
- Снежная страна (1965);
- Чёрная ящерица (1968);
- Смерть в деревне (1974).